# Adelges diversis
Adelges diversis är en insektsart som beskrevs av Annand 1928. Adelges diversis ingår i släktet Adelges och familjen barrlöss. Inga underarter finns listade i Catalogue of Life.